# Жигулёвск
Жигулёвск — город в Самарской области Российской Федерации, расположенный на правом берегу среднего течения реки Волги, в северной части национального парка «Самарская Лука», в долинах Жигулёвских гор. Входит в Самарско-Тольяттинскую агломерацию. Является центром одноимённого городского округа Жигулёвск.

## История

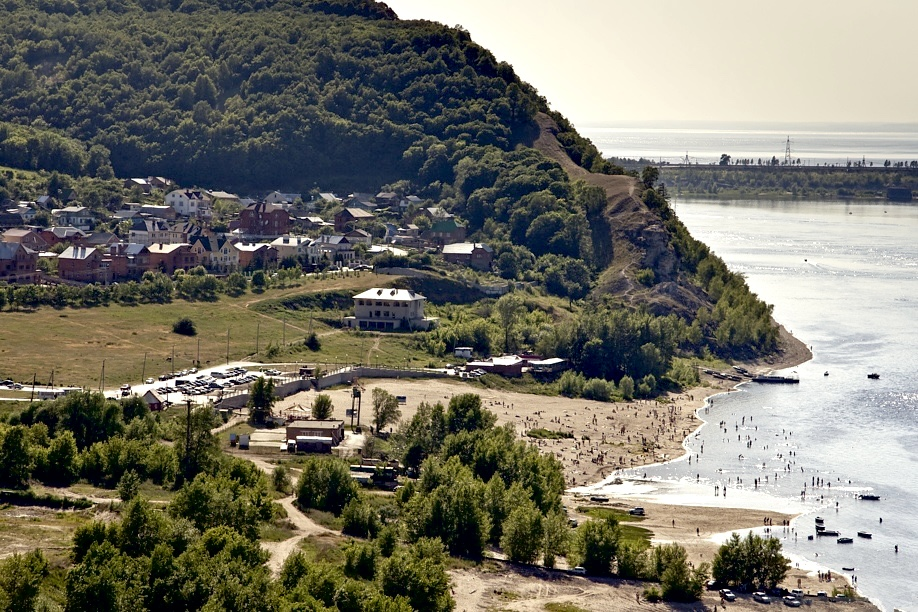
Пляж на Волге у бывшего села Моркваши

Название города произошло от Жигулёвских холмов, в окружении которых он расположен.
Указом Президиума Верховного Совета РСФСР от 21 февраля 1952 г. Жигулёвску был присвоен статус города путём преобразования рабочего посёлка Жигулёвск. Город граничит с городом Тольятти и Ставропольским районом Самарской области.
1 января 2006 года было создано муниципальное образование городской округ Жигулёвск. В состав городского округа Жигулёвск входят город Жигулёвск и сёла Бахилова Поляна, Зольное, Солнечная Поляна, Богатырь и Ширяево. Эти сёла, узкой полосой растянувшиеся на 25 км ниже по течению правого берега реки Волга, находятся в живописнейших местах Самарской Луки. В 5 километрах выше Жигулёвска по течению реки Волги, на правом её берегу находится микрорайон (ранее посёлок городского типа) Яблоневый Овраг, также входящий в состав городского округа.
На месте Жигулёвска с XVII века находились сёла Отважное и Моркваши, впервые упомянутое в 1647 году в описи населённых пунктов.
В 1695 году во время Азовского похода в Жигулях побывал царь Пётр I. По указу Петра I в окрестностях Ширяева Буерака на Серную Гору в 1720 году были переведены из Сергиевского уезда «серный завод и поселение, состоящие из деревянного конторского строения, из двух заводских двориков и около 40 мужицких домов подле горы», названные Серный городок. Об этом написал в своем «Путешествии» Пётр Паллас.
Производство серы в Жигулях было, в масштабах того времени, значительным, в результате достигая 1500 пудов чистой серы в год, которую добывали для военных нужд. В 1722 году Пётр Великий снова останавливался у села Моркваши и поднимался на Лысую гору. Проводя политику подчинения православной церкви государству, император повелел отобрать жигулёвские земли у монастыря и подарил их своему любимцу, князю Александру Меншикову.
В 1767 году императрица Екатерина II совершила путешествие по Волге. Красоты Самарской Луки так понравились императрице, что в следующем году именным указом она передает, так называемую, Усольскую вотчину, с прибавлением к ней новых земель по обоим берегам Волги, своим фаворитам — братьям Григорию Орлову и Владимиру Орлову. С этого времени начинается эксплуатация природных богатств Жигулей. На Бахиловой Поляне было организовано лесопильное производство, лес вывозили по узкоколейной железной дороге из центральной части Самарской Луки и сплавляли по Волге. В 1780 году вышел указ Екатерины II «Об учреждении Симбирского наместничества» В состав Сызранского уезда вошла деревня Моркваши. Орловы деятельно принялись заселять свои новые владения крепостными, не чураясь и самовольного захвата окрестных земель.
Особенно энергичным устроителем вотчинного хозяйства оказался внук братьев Орловых граф Владимир Орлов-Давыдов, предпринявший активные шаги по организации распашки и засева земель для получения высоких урожаев товарного зерна. В 1840 году новый хозяин Усольской вотчины выгодно приобрел в Курской губернии 30 крепостных семей и переселил их в район нынешнего села Зольное. Места здесь были дикие, мало пригодные для земледелия, переселенцы страдали от голода и болезней, уцелеть могли только самые крепкие. Так появилось название деревни Отважная. Спустя несколько десятков лет переселенцы обосновались на другом месте — в долине между горами Могутовой и Шишкой, где результаты земледелия оказались успешнее. Так появилась деревня Новая Отважная с деревянными домами и ветряной мельницей.
С конца семидесятых годов XIX века, после отмены крепостного права, в Жигулях начинает развиваться промышленность. Предприимчивые волжские купцы строят первые мукомольные заводы, организуют пароходные и лесные хозяйства. В 1871 году на территории Бахилово-Аскульской земли, являющейся собственностью царского дома Романовых, был основан завод по добыче асфальтового камня и гудрона силами Сызранско-Печерского Общества для нужд асфальтовой и горной промышленности. В Ширяевом Буераке строятся печи для обжига извести. К началу XX века далеко за пределами Симбирской губернии становятся известны известковый и алебастровый заводы «Товарищества химических заводов П. К. Ушакова и Ко», известковый завод саратовского купца Г. С. Ванюшина в селе Ширяево.
Накануне революционных событий XX века, села Моркваши, Отважное, Бахилова Поляна входят в состав Жигулёвской волости Сызранского уезда Симбирской губернии. Власть Советов установилась здесь достаточно мирным путем: повсеместно на сельских сводах избирались волостные и сельские исполнительные комитеты. Летом 1918 года, в результате мятежа Чехословацкого корпуса в Поволжье, власть Советов была упразднена и установлена власть земской управы. Местные жители колебались в выборе какую власть им поддержать. 18 июня 1918 года, в ходе военных действий Чехословацкого корпуса и белогвардейских войск, они заняли Самару и заставили Красную Армию отступить вверх по Волге. Бои в районе реки происходили и в районе Ширяево. Во время одной из разведывательных операций солдаты Красной Армии, при содействии местных жителей, разоружили эсеровскую дружину на известковом заводе. К концу осени 1918 года, благодаря решительным действиям Красной Армии и при поддержке населения, мятеж Чехословацкого корпуса был подавлен.
В феврале 1922 года Жигулёвский волостной исполком сообщает Сызранскому уездному Совету, что по причине уменьшения населения в селе Моркваши выборы в сельсовет не состоялись и Моркваши присоединены к Отважненскому сельскому Совету. 24 апреля 1924 года села Отважное и Моркваши вошли в состав Сосново-Солонецкой волости Сызранского уезда Симбирской губернии. В результате административной реформы 1928 года в РСФСР вместо губерний, уездов и волостей были созданы области, округа и районы. Села Отважное и Моркваши первоначально вошли в состав Сосново-Солонецкого района Сызранского округа, но вскоре по просьбе жителей они были переведены в состав и административное подчинение Ставропольского района.
В декабре 1937 года в районе Яблоневого Оврага, расположенного в черте города, в отложениях девонского периода была обнаружена нефть. Нефть была найдена и в других местах Самарской Луки. 21 августа 1950 года Совет министров СССР вынес повторное постановление о начале сооружения Куйбышевской ГЭС. В районе города началось строительство, крупнейшей на тот момент в мире, ГЭС (впоследствии Волжская ГЭС им. В. И. Ленина, затем Жигулёвская ГЭС), которое было завершено в 1957 году. Под этот проект в 1951 году Жигулёвский заповедник был ликвидирован полностью. В 1950-1960 годах в посёлке Яблоневый Овраг был построен крупный цементный завод, но с 2015 года коррупционная власть стала разорять  этот цементный завод, и уже в 2017 он закрылся.
Возведение города, ГЭС и цементного производства осуществлялось силами МВД СССР. На территории было размещено множество исправительных лагерей, которые после завершения строительства были расформированы.
Для грандиозной стройки было заложено три известковых карьера по добыче пород Жигулей. Добыча известняка открытым способом осуществляется по настоящее время, и это, по мнению некоторых людей, наносит огромный ущерб уникальному уголку природы. В середине 1980-х годов был образован национальный парк «Самарская Лука», в ведение которого от карьеров передаются рекультивированные части. В августе 2006 года вся территория Самарской Луки, Жигулёвского заповедника, зелёной зоны в городе Тольятти и другие близлежащие территории объявлены ЮНЕСКО биологическим резерватом.
Близкое расположение к Тольятти (формально города примыкают друг к другу, на практике разделены плотиной через Волгу и Жигулёвской ГЭС) обуславливает прочные экономические и социальные связи города.
В 2009 году по инициативе тогдашнего мэра города Александра Курылина были изменены даты празднования дня города с 29 июня на 21 февраля.

### Попытка объединения с Тольятти
В 2008 году депутатами Самарской Губернской думы (Виталием Гройсманом и Евгением Юрьевым), в порядке ст. 12 ФЗ-131 «Об общих принципах организации местного самоуправления в Российской Федерации», были высказаны предложения присоединить Жигулёвск к Тольятти, сама Жигулёвская городская администрация под управлением Курылина выступила против.

### Герб города

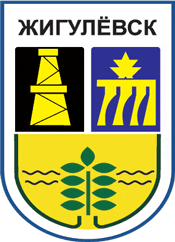
Старый герб

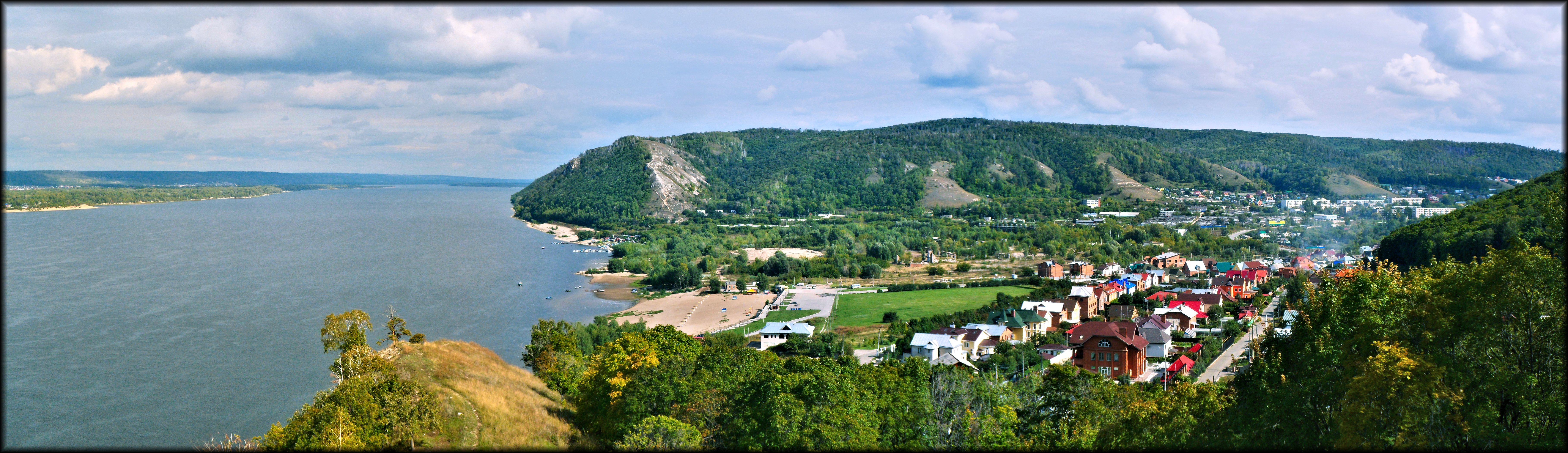
Моркваши, район города Жигулёвск

Постановлением Жигулёвской городской думы от 29.12.2002 г. № 39 утверждено положение о гербе города Жигулёвска Самарской области. Идея герба принадлежит: М. Ваганову (г. Железнодорожный), К. Мочёнову (г. Химки); обоснование символики Г. Туник (г. Москва), компьютерный дизайн Г. Русанова (г. Москва).
Геральдическое описание герба города Жигулёвска гласит: «В серебряном поле перед смещённой вправо зелёной скалой — лазоревая вода с большой бегущей вправо волной, гребень которой во главе щита превращается в слетающую вниз и обернувшуюся влево жар-птицу».

В основу композиции герба положено особенное географическое расположение города Жигулёвска к берегу реки Волги в живописной долине природно-культурного комплекса Самарской Луки, окружённой Жигулёвскими горами. Самарская Лука — уникальный комплекс живой природы с неповторимыми формами рельефа, своеобразным микроклиматом, наличием интереснейших геологических образований, природных и исторических памятников.
Город возник на месте сёл Отважного (известно с 1840 г.) и Моркваши (известно с 1647 г.) в связи с разработкой нефтяных месторождений, Жар-птица имеет многозначную символику:
- сказочные красоты реки Волги, лесов, гор;
- символ удачи, поставленной высокой цели в жизни, совершенства;
- хвост жар-птицы обвивает склон горы — это символическая «главная улица» города — великая русская река Волга образовала среди гор Жигули излучину на участке Тольятти — Самара — Сызрань.

Гора символизирует уверенность, устойчивость, неизменность, нерушимость. Зелёный цвет дополняет символику природы, окружающей город, а также этот цвет символизирует жизнь, здоровье, процветание, стабильность. Серебро — символ простоты, совершенства, мудрости, благородства, мира и взаимного сотрудничества.
Современный Жигулёвск — город нефтяников, энергетиков, строителей. Главным достоянием города были и остаются люди — доброжелательные и предприимчивые, талантливые и деловые, созидающие материальные и духовные ценности. Сердца жигулёвцев открыты навстречу гостям и добрым друзьям.
— Герб города Жигулевск.
Герб города Жигулёвска помещается на фасадах зданий, а также в залах заседаний органов местного самоуправления; предприятий, учреждений и организаций, находящихся в муниципальной собственности.
Писатель и журналист Анна Штомпель писала про герб Жигулёвска:
«На гербе Жигулёвска изображена Жар-птица. Это символ природной красоты, жизненной удачи и стремления к совершенству. Хочется пожелать замечательному „малышу“ на Самарской луке соответствовать своей высокой символике. Но пока Жигулёвск напоминает мне встрепанного, неухоженного птенца той же Жар-птицы. Все есть, чтобы вырасти в сказочного красавца, только почистите его, покормите, обогрейте…»

### Часовой пояс
Так как 26 октября 2014 года постоянное летнее время, действовавшее с 2011 года, было отменено, в Жигулёвске действует самарское время.
Жигулёвск находится в часовой зоне МСК+1. Смещение применяемого времени относительно UTC составляет +4:00.
| С-З | Ульяновск ~ 200 км | Тольятти ~ 20 км        | Альметьевск ~ 300 км | С-В |
| З   | Пенза ~ 330 км     | Роза ветров             | Самара ~ 86 км       | В   |
| Ю-З | Уральск ~ 706 км   | Новокуйбышевск ~ 110 км | Уральск ~ 393 км     | Ю-В |

## Климат
| Показатель                    | Янв.  | Фев.  | Март  | Апр.  | Май  | Июнь | Июль | Авг. | Сен. | Окт. | Нояб. | Дек.  | Год   |
| ----------------------------- | ----- | ----- | ----- | ----- | ---- | ---- | ---- | ---- | ---- | ---- | ----- | ----- | ----- |
| Абсолютный максимум, °C       | 4,2   | 4,6   | 16,5  | 26,8  | 33,7 | 37,8 | 40,1 | 39,6 | 32,7 | 23,1 | 15,0  | 6,8   | 40,1  |
| Средний суточный максимум, °C | −6,4  | −6,1  | 2,8   | 11,3  | 16,8 | 21,9 | 25,4 | 24,2 | 16,7 | 8,1  | 3,9   | −3,9  | 9,6   |
| Средняя температура, °C       | −10,6 | −10,2 | −2,9  | 6,7   | 11,8 | 17,2 | 21,6 | 20,4 | 12,5 | 3,6  | −1,9  | −7,5  | 5,1   |
| Средний суточный минимум, °C  | −14,1 | −13,6 | −6,2  | 1,9   | 6,9  | 13,9 | 17,3 | 16,5 | 8,9  | −0,3 | −4,2  | −10,6 | 1,4   |
| Абсолютный минимум, °C        | −43,2 | −41,8 | −24,1 | −10,6 | −3,7 | −1,1 | 1,9  | 0,3  | −2,5 | −7,6 | −26,5 | −37,4 | −43,2 |
| Норма осадков, мм             | 37    | 27    | 26    | 37    | 32   | 59   | 59   | 46   | 48   | 46   | 44    | 39    | 500   |
| Источник: Погода и климат     |       |       |       |       |      |      |      |      |      |      |       |       |       |

## Население
| 1959    | 1967    | 1970    | 1973    | 1979    | 1989    | 1992    | 1996    | 1998    | 2000    |
| ------- | ------- | ------- | ------- | ------- | ------- | ------- | ------- | ------- | ------- |
| 46 117  | ↗48 000 | ↗52 130 | ↗53 000 | ↘46 157 | ↘44 801 | ↗45 000 | ↗46 900 | ↗47 700 | ↗47 900 |
| 2001    | 2002    | 2003    | 2005    | 2006    | 2007    | 2008    | 2010    | 2011    | 2012    |
| →47 900 | ↗48 770 | ↗48 800 | ↗55 500 | ↗56 100 | ↗56 500 | ↗57 100 | ↘55 565 | ↗55 600 | ↗55 606 |
| 2013    | 2014    | 2015    | 2016    | 2017    | 2018    | 2019    | 2020    | 2021    | 2022    |
| ↘55 570 | ↘55 559 | ↘55 476 | ↘55 052 | ↘54 343 | ↘53 407 | ↘52 455 | ↘51 641 | ↘50 466 | ↘50 245 |
| 2023    | 2024    |         |         |         |         |         |         |         |         |
| ↘49 301 | ↘48 564 |         |         |         |         |         |         |         |         |

Жигулёвск занимает 2-е место по величине миграционного прироста среди городов Самарской области.
По своей возрастной структуре население Жигулёвска относится к регрессивному типу — численность лиц пожилого возраста превышает численность молодёжи, причём разрыв год от года увеличивается.
На 1 января 2025 года по численности населения город находился на 325-м месте из 1124 городов Российской Федерации.

## Промышленность

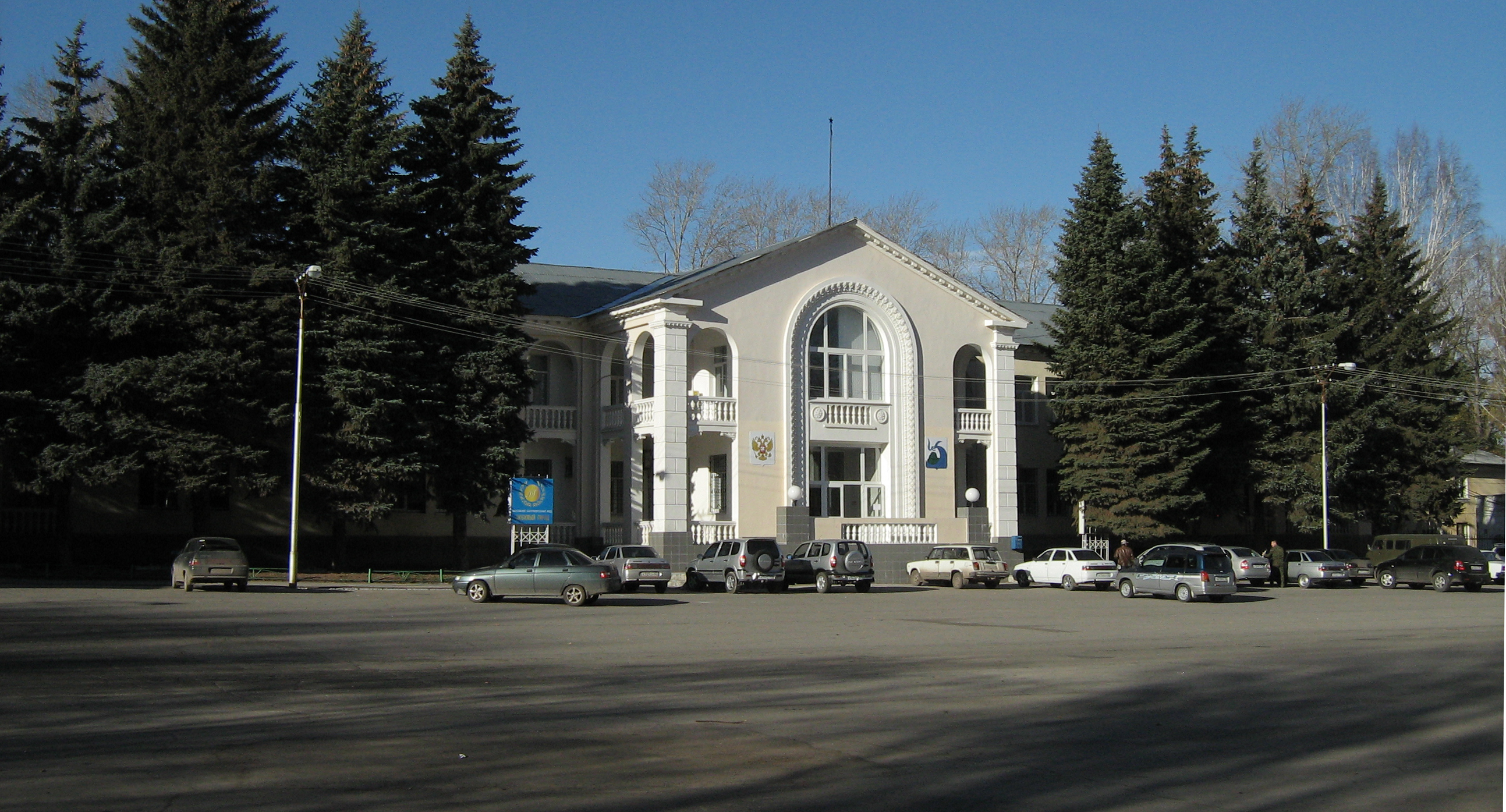
Здание нефтегазодобывающего управления входит в Архитектурный комплекс на улице Победы

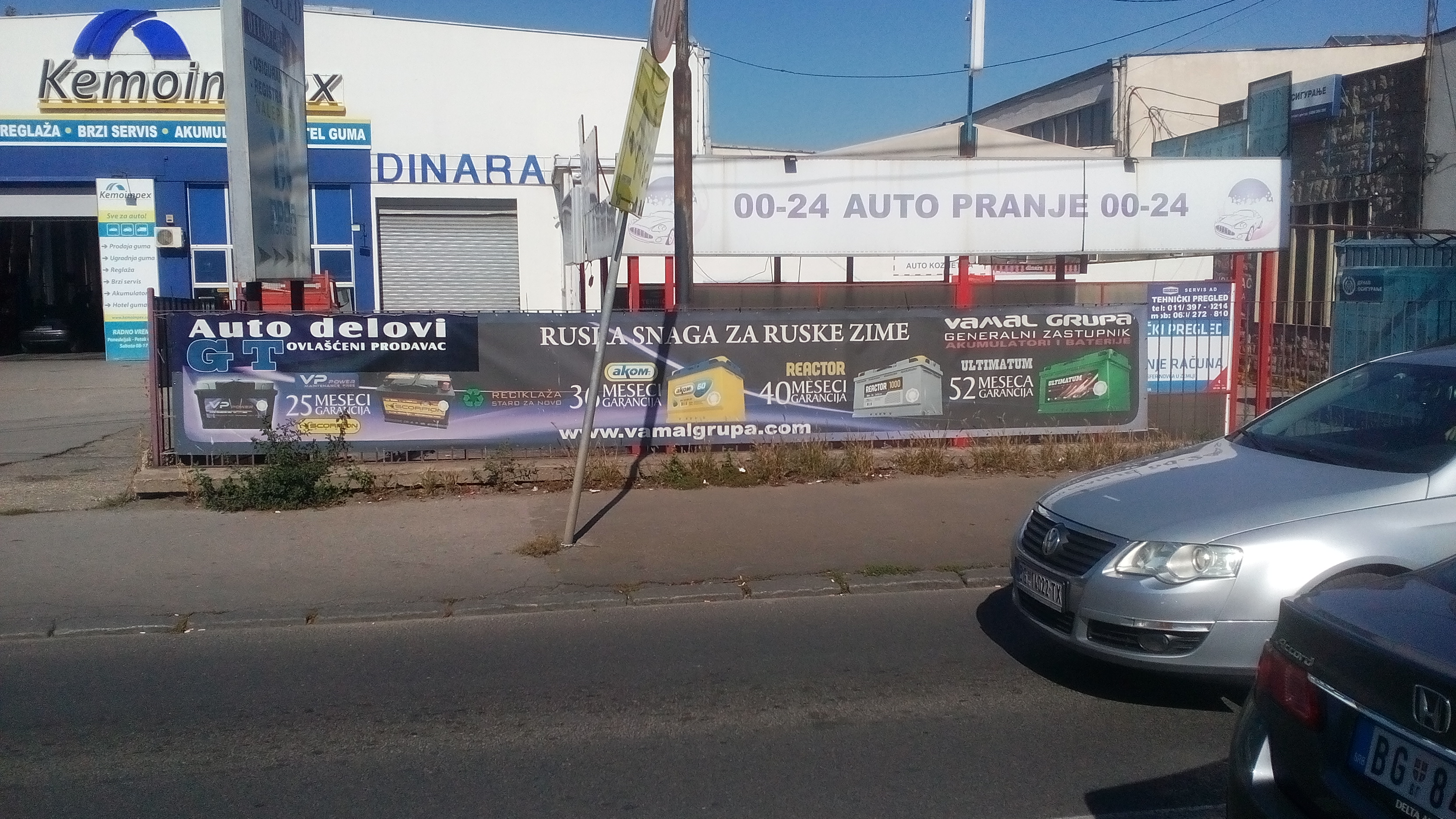
Реклама «Аком» в Белграде

### Электроэнергетика
- Жигулёвская ГЭС, филиал ПАО «Русгидро».

### Нефтедобывающая промышленность
Практически свёрнута в связи с окончанием запасов нефти.

### Машиностроение
- Аккумуляторный завод «Аком».

### Добыча и производство строительных материалов
- Жигулёвские строительные материалы, филиал «Евроцемент груп»;
- Жигулёвское карьероуправление.
- Завод с полным циклом производства экструдированных профилей и прессовым производством «Энерготехмаш», входящий в Акрон холдинг. Также Акрон холдинг имеет свой собственный футбольный клуб «Акрон»

### Пищевая
- Кондитерский комбинат «Услада»;
- Жигулёвский хлебозавод.

### Фармацевтическая промышленность
На территории городского округа Жигулёвск располагается основное производство одной из крупнейших в России фармацевтических компаний «Озон». С 2003 года компания является одним из основных работодателей в городе.

### Предприятия ВПК
- Научно-производственная фирма «Мета».

## Транспорт

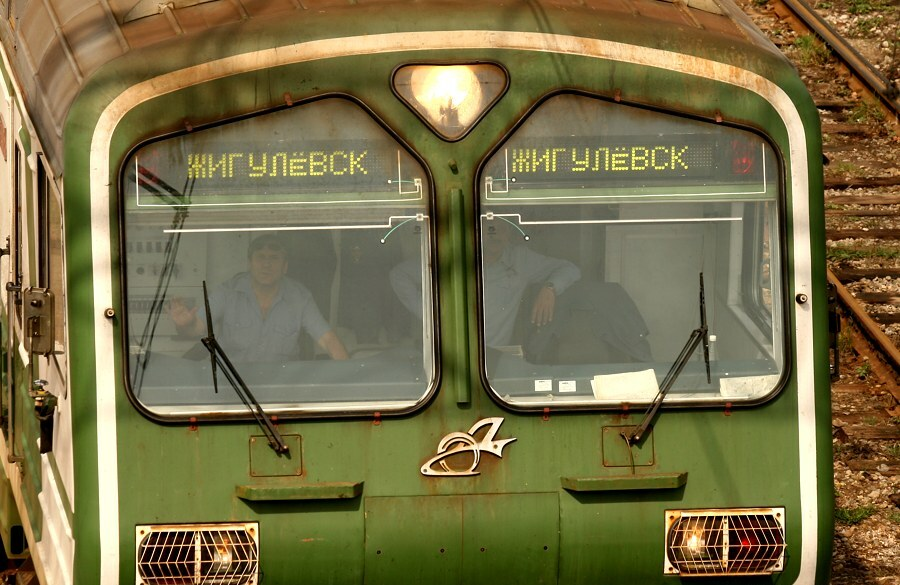
Электропоезд Тольятти — Жигулёвск

Через Жигулёвск проходит федеральная автодорога М5 «Урал». Расстояние от городского автовокзала до Самары по автомагистрали 96 км, до Москвы 969 км. От автовокзала Жигулёвска осуществляются регулярные рейсы в Самару, Сызрань, Ульяновск, Димитровград, Кузнецк, Пензу.
Курсирует поезд №№ 065/066 Москва — Тольятти (ежедневно).
В 2021 году со станции Могутовая до Самары начали регулярно ежедневно проходить скоростные электропоезда «Ласточка»

## Руководители города
В советское время первые секретари Жигулёвского горкома партии ВКП(б)/КПСС руководили городом наряду с председателями Жигулёвского горисполкома советов народных депутатов, на основании закреплённой в Конституции СССР (статья 6) руководящей и направляющей роли партии в жизни советского общества.
| - Моисеенков Леон Яковлевич (1949—1955). - Европейцев Константин Васильевич (1955—1958). - Сидоров Евгений Евгеньевич (1958—1961). - Сорокин Борис Михайлович (1961—1963). - Смотров Владимир Иванович (1963—1969). - Борисанов Ярополк Иванович (1969—1983). - Евдокимов Альберт Яковлевич (1983—1986). - Рябов Николай Васильевич (1986—1991). | - Фирсов Сергей Дмитриевич (1949—1957). - Ярыгин Николай Николаевич (1957—1961). - Сидоров Евгений Евгеньевич (1961—1963). - Бычков Семён Иванович (1963—1968). - Борисанов Ярополк Иванович (1968—1969). - Егоров Николай Александрович (1969—1975). - Евдокимов Альберт Яковлевич (1975—1983). - Пигарёв Виктор Андреевич (1983—1987). - Сиюткина Галина Яковлевна (1987—1991). |

### Главы администрации (мэры)
- Балахонов Сергей Григорьевич (1992—2008) — с мая 1994 по июль 2003 года занимал должность Председателя Думы городского округа Жигулёвск[36].
- Курылин Александр Иванович (2008—2013)[37].
- Классен Владимир Яковлевич (2013—2018)[38].
- Миллионов Олег Викторович (2018, и. о. главы администрации)[39].
- Холин Дмитрий Владимирович (2018—2020)[40].
- Федотов Сергей Николаевич (2020—2021)[41].
- Нижегородов Вячеслав Геннадьевич (22.10.2021 — 28.12.2021, и. о. главы администрации)[42].
- Сухих Илья Геннадьевич (с 28.12.2021)[43][44].

## Церкви
- Храм во имя праведного Иоанна Кронштадтского.
- Церковь в честь Владимирской иконы Божией Матери.

## СМИ
В Жигулёвске доступны первый и второй мультиплексы цифрового телевидения.
Газеты — «Жигулёвский рабочий», «Жигулёвский обозреватель», «Вестник Жигулёвска» и многие другие. 
ТВ — «ФТВ-Жигулёвск»

## Археология
На территории археологического памятника «селище Жигулёвск II» найден погребальный комплекс древней именьковской культуры IV века. Останки людей подвергались кремации. Это девятый именьковский могильник, найденный в Поволжье. Также на селище найдены материалы срубной культуры эпохи поздней бронзы и один фрагмент керамики, относящийся к городецкой культуре раннего железного века.